# Strefa osiedlenia

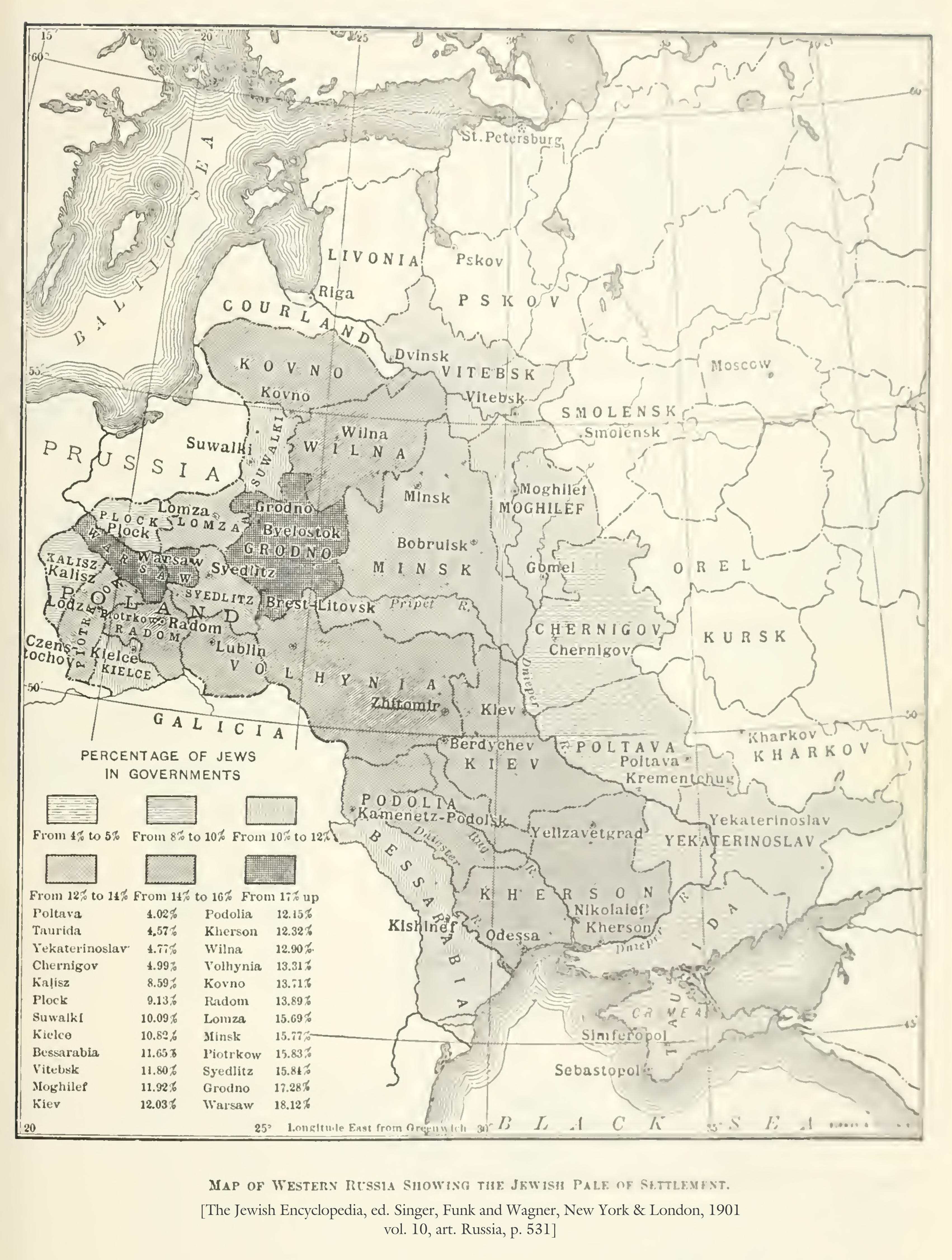
Strefa osiedlenia

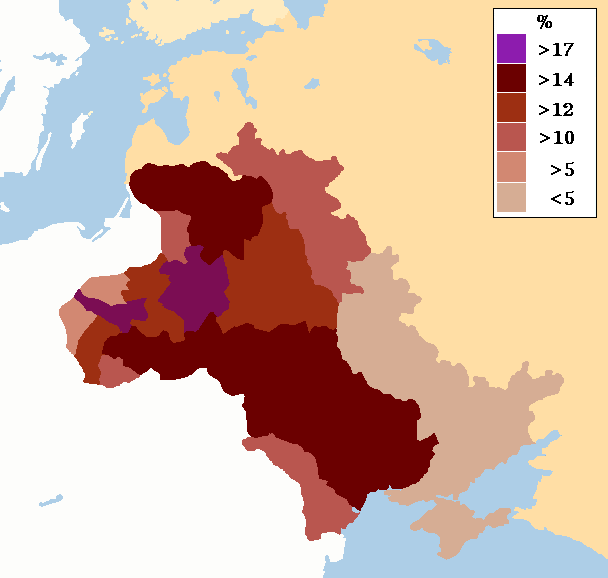
Mapa pokazująca procent ludności żydowskiej w strefie osiedlenia ok. 1905 roku

Strefa osiedlenia (również granica osiedlenia, ros. черта оседлости – czerta osiedłosti) – zachodnia część Imperium Rosyjskiego stanowiąca około 20% jego europejskiej części, istniejąca w latach 1791–1917, w której nakazywano zamieszkiwać społeczności żydowskiej, utworzona 23 grudnia 1791 roku na mocy ukazu carycy Katarzyny II.
W skład tej strefy wchodziły zachodnie gubernie rosyjskie, utworzone po rozbiorach Polski, także gubernie południowo-zachodnie nadczarnomorskie.

## Historia
Strefę osiedlenia ustanowiła Katarzyna II ukazem z 23 grudnia 1791, pragnąc powstrzymać migrację polskich Żydów na ziemie rdzennie rosyjskie. Wszyscy Żydzi zostali tym samym wypędzeni z Rosji. Jakkolwiek nawet w tej strefie zabroniono im osiedlania się na wsi, to jednak już w 1810 car Aleksander I zezwolił na przebywanie bogatym żydowskim kupcom i wojskowym poza tą linią. W 1836 wytyczono granicę tej strefy. W 1882 car Aleksander III wprowadził Prawa majowe, które zabraniały osiedlania się Żydom na wsi i w miasteczkach poniżej 1000 mieszkańców. Na fali antysemityzmu w 1891 przeprowadzono wypędzenie ludności żydowskiej Sankt Petersburga i Moskwy do strefy osiedlenia. W latach 1881–1883 i 1903–1906 miała miejsce seria pogromów, organizowanych przez władze rosyjskie i wspierające je organizacje nacjonalistyczne (Czarna Sotnia). W ich wyniku nastąpiło załamanie struktur gmin żydowskich i wzrost antysemityzmu.
Po rewolucji lutowej Rząd Tymczasowy zniósł strefę osiedlenia dekretem o zniesieniu restrykcji wyznaniowych i etnicznych (ros. Об отмене вероисповедных и национальных ограничений) 2 kwietnia 1917.

## Znaczenie
Tak niebywała koncentracja ludności żydowskiej na wyznaczonym terenie, przy jednoczesnym wstrzymaniu jej migracji na wieś, spowodowała wzrost antagonizmów narodowościowych i wyznaniowych w przeludnionych miasteczkach dawnej I Rzeczypospolitej. W naturalny sposób zrodziło to nędzę i poczucie trwałego zagrożenia, ponieważ kolejne fale migracji Żydów z guberni wschodnich tzw. Litwaków do Królestwa Polskiego (gdy Rosjanie zmniejszali strefę osiedlenia), powodowały wybuchy nieznanego przedtem antysemityzmu.

## Terytoria strefy osiedlenia

### 1791
- Białoruś: gubernia mohylewska, połocka (później witebska).
- Nowa Rosja: namiestnictwo Jekaterynosławskie, Tauryda.

### 1794
Po II rozbiorze Polski ukaz z 23 czerwca 1794 dodawał nowe tereny:
- gubernia mińska, gubernia mohylewska, gubernia połocka,
- Mała Rosja: gubernia kijowska, wołyńska, podolska, czernihowska, gubernia Nowogrodzko-Siewierska (później połtawska).

### 1795
Po III rozbiorze Polski: gubernia wileńska, grodzieńska.

### 1805–1835
Gubernie litewskie, Kraj Południowo-Zachodni, Białoruś bez terenów wiejskich, Mała Rosja bez terenów wiejskich, gubernia czernihowska, Nowa Rosja bez Mikołajowa i Sewastopola, gubernia kijowska bez Kijowa, Królestwo Polskie. Gubernie bałtyckie zamknięto przed napływem Żydów.
Zabroniono osiedlać się Żydom w terenach wiejskich, w odległości bliższej niż 50 km od zachodniej granicy Królestwa Polskiego.

### 1836
- Gubernia czernihowska, połtawska, taurydzka (Krym), chersońska, besarabska, Wieliż.
- Kraj Północno-Zachodni (Litwa i Białoruś): gubernia wileńska, kowieńska, grodzieńska, mińska, mohylewska, witebska.
- Kraj Południowo-Zachodni (Ukraina): gubernia kijowska, wołyńska.
- Królestwo Polskie: gubernia warszawska, lubelska, płocka, kaliska, piotrkowska, kielecka, radomska, gubernia siedlecka, augustowska (w 1867 podzielona na suwalską i łomżyńską).[potrzebny przypis]

Miasta wyłączone ze strefy osiedlenia: Kijów (ukazem z 2 grudnia 1827), Mikołajów, Sewastopol, Jałta.